# Алексеева, Татьяна Фёдоровна
Татьяна Фёдоровна Алексеева (24 июня 1915 года — 15 января 1986 года) — советский врач, участница Великой Отечественной войны. В послевоенные годы — врач центральной районной больницы Кимрского района. Герой Социалистического Труда (1969), единственный медик за историю Калининской области, удостоенный этого звания.

## Биография

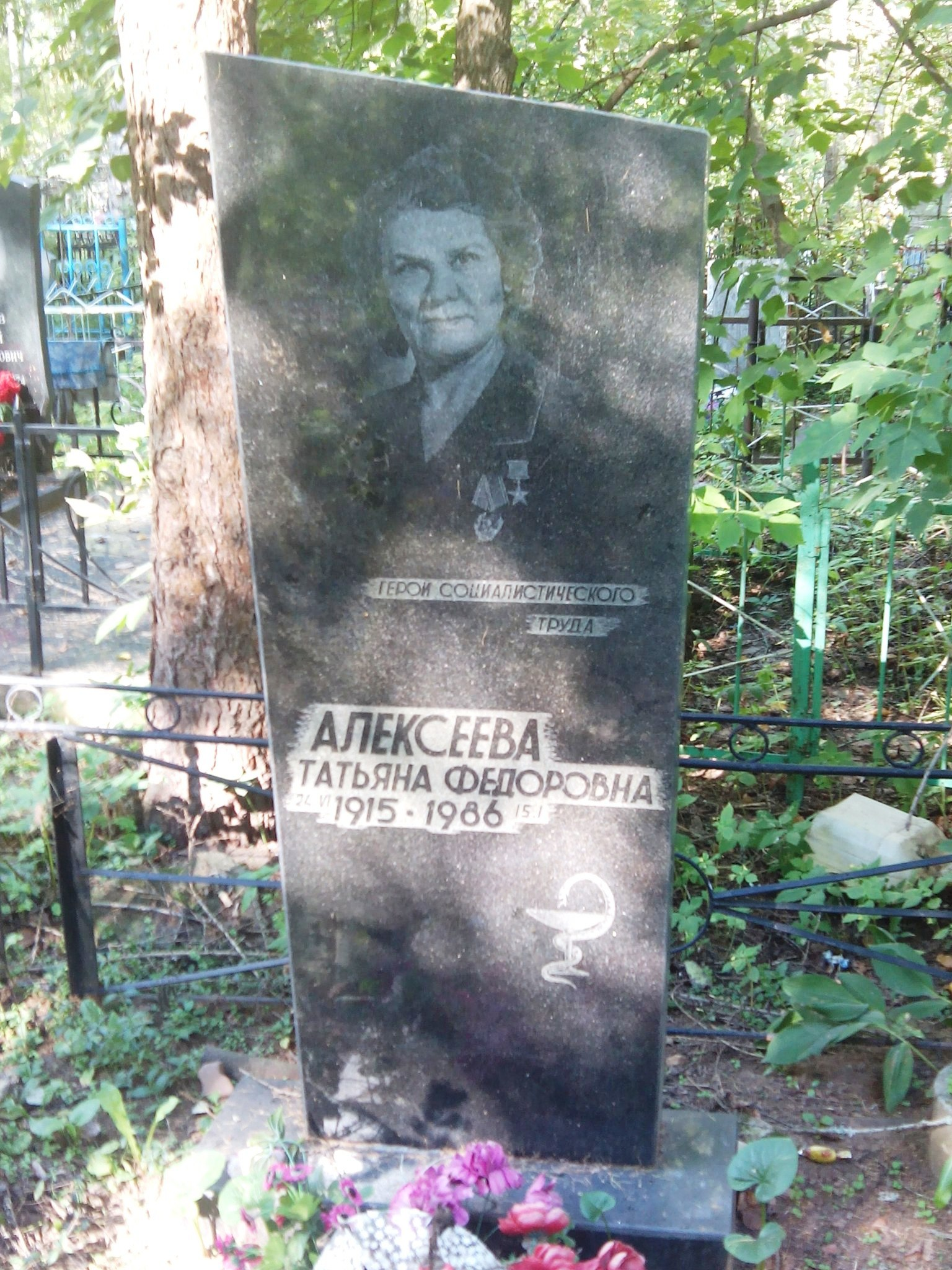
Могила Алексеевой на Центральном кладбище города Кимры Тверской области.

Родилась 24 июня 1915 года в селе (с 3 [16] июня 1917 года — город) Кимры Тверской губернии. Дед Татьяны был священником в одном из сельских храмов под Кимрами, отец — врачом в местной больнице.
Окончила Первый Московский медицинский институт (с 2010 года — Первый Московский государственный медицинский университет имени И. М. Сеченова). После завершения учёбы работала в Казахской ССР, в 1939 году вернулась в Кимры, где продолжила работу в местной больнице в качестве врача-инфекциониста.
В первые годы Великой Отечественной войны военврач 3 ранга Алексеева служила на Северо-Западном фронте, где занимала должность начальника медицинской части обсервационного пункта № 10.
В августе 1942 года вновь вернулась в Кимры, где и проработала до пенсии. Занимала должность заведующей инфекционным отделением Центральной районной больницы, участковым терапевтом, также длительное время преподавала в Кимрском медицинском училище. В 1972 году была избрана делегатом XV съезда профсоюзов СССР.
В феврале 1969 года Указом Президиума Верховного Совета СССР Татьяне Алексеевой было присвоено звание Героя Социалистического Труда с вручением ордена Ленина и медали «Серп и Молот».
Умерла Алексеева 15 января 1986 года в Кимрах, похоронена на Центральном кладбище города.

## Награды
- Герой Социалистического Труда (орден Ленина и медаль «Серп и Молот»)
- медаль «В ознаменование 100-летия со дня рождения Владимира Ильича Ленина»
- медаль «За победу над Германией в Великой Отечественной войне 1941-1945 гг.»

Награды Татьяны Алексеевой представлены в экспозиции Кимрского краеведческого музея.